# مذبحة بوسانسكا ياغودينا
مذبحة بوسانسكا ياغودينا تشير إلى إعدام 17 مدني بوسني من فيزيغراد في 26 مايو 1992 وجميعهم من الرجال. تم ارتكاب جريمة الحرب هذه على الأرجح من قبل القوات شبه العسكرية «المنتقمون» بقيادة ميلان لوكيتش تحت سيطرة جيش جمهورية صرب البوسنة. في عام 2006 تم العثور على رفات القتلى في مقبرة جماعية في كرنيتشي بالقرب من بوسانسكا ياغودينا. ووفقا للجنة المعنية بالأشخاص المفقودين في البوسنة والهرسك فقد تم إعدام الأشخاص التالين في ذلك اليوم: بايرو مورتيتش وإسماعيل راتشيتش وهدايت راتشيتش وميرساد فيليتوفاتش وكمال مالوهيتش وسعيد شوشكو ومدحت كاسابوفيتش وعبد الله فيليتوفاتش وأحمد قادريتش وأسعد تاباكوفيتش وبايرو بشيروفيتش ومحمد جاغادوروف وحامد زوكيتش وشخص واحد لقبه كاسابوفيتش من قرية جاغري بالقرب من فيزيغراد.